# Molophilus parvulus
Molophilus parvulus là một loài ruồi trong họ Limoniidae. Chúng phân bố ở miền Australasia.